# 류가이촌
류가이촌(竜谷村)은 아이치현 누카타군에 설치되었던 촌이다. 현재의 오카자키시 남동부에 해당한다.